# 洛汗國王
洛汗國王 Kings of Rohan，是英國作家約翰·羅納德·瑞爾·托爾金的史詩式奇幻小說《魔戒》中的洛汗王國的統治者。所有國王均屬於同一王朝，伊歐王室。伊歐王室曾出現新支系，當一個國王的直系繼承人無法繼承時，通常是由國王的侄子繼承。  

## 洛汗國王列表

### 第一支系
1. 年少伊歐 Eorl the Young，第三紀元2510年–第三紀元2545年在位。他帶領伊歐西歐德軍隊參與凱勒布蘭特平原之戰，建立洛汗王國。
2. 布理哥 Brego，第三紀元2545年–第三紀元2570年在位。他建立了伊多拉斯的梅杜西金殿。他的長子，巴多，進入亡者之道而死。
3. 長壽艾多 Aldor the Old，第三紀元2570年–第三紀元2645年在位。他在位75年，是最長壽、最長統治時間的洛汗國王。
4. 佛瑞亞 Fréa，第三紀元2645年–第三紀元2659年在位。由於父親艾多極為長壽，他即位時已經垂老了。
5. 佛瑞亞溫 Fréawine，第三紀元2659年–第三紀元2680年在位。
6. 葛德溫 Goldwine，第三紀元2680年–第三紀元2699年在位。他統治時，洛汗進入黃金時期，但登蘭德人開始返回北洛汗。
7. 迪歐 Déor，第三紀元2699年–第三紀元2718年在位。他統治時，登蘭德人開始引起問題，因此他揮軍攻打他們。艾辛格落入登蘭德人統治下，迪歐無法攻下艾辛格。
8. 格蘭 Gram，第三紀元2718年–第三紀元2741年在位。登蘭德人繼續以艾辛格為基地，襲擊洛汗。
9. 聖盔·鎚手 Helm Hammerhand，第三紀元2741年–第三紀元2759年在位。他在位末年，發生長冬。登蘭德人佔領洛汗，聖盔撤至號角堡，並於當地凍死。

### 第二支系
1. 佛瑞拉夫 Fréaláf，第三紀元2759年–第三紀元2798年在位。他是聖盔之侄，因為聖盔及他的兒子們均死去，因此他繼承王位。他解放了洛汗，並與剛鐸攝政王貝倫共同決定，把艾辛格交給白袍巫師薩魯曼Saruman。
2. 布理塔 Brytta，第三紀元2798年–第三紀元2842年在位。他受國民的敬愛，他在位期間半獸人因為矮人與半獸人之戰爭，而從迷霧山脈進入洛汗。
3. 瓦達 Walda，第三紀元2842年–第三紀元2851年在位。他帶兵離開登哈洛，被半獸人圍攻及殺死。
4. 佛卡 Folca，第三紀元2851年–第三紀元2864年在位。他是名偉大的獵人，但最終獵捕野豬時受傷而死。
5. 佛卡溫 Folcwine，第三紀元2864年–第三紀元2903年在位。他收復了西洛汗，並派兵支援遭哈拉德林人侵略的剛鐸。他的雙胞胎兒子，佛克瑞及法絲崔，死於伊西力安的戰鬥中。
6. 范哲爾 Fengel，第三紀元2903年–第三紀元2953年在位。他十分貪吃及貪財，並長期與他的臣子及兒子都不和。
7. 塞哲爾 Thengel，第三紀元2953年–第三紀元2980年在位。他在位前長期居於剛鐸，並在王宮中只用辛達林語及西方通用語，同時艾辛格開始對洛汗持敵意。
8. 重生的希優頓 Théoden Ednew，第三紀元2980年–第三紀元3019年在位。他曾受讒臣葛力馬·巧言的魅惑，稍後被巫師甘道夫解救。他戰死於帕蘭諾平原戰役，王女伊歐玟擊殺巫王，為他報仇。

### 第三支系
1. 伊歐墨 Éomer，第三紀元3019年–第四紀元63年在位。他是希優頓之侄，因為希優頓獨子希優德戰死，因此他繼位。他與伊力薩王重許伊歐誓言，並一同征戰各地。
2. 美麗的艾佛溫 Elfwine，第四紀元63年–第四紀元？年在位。他是伊歐墨與多爾安羅斯的印拉希爾王之女羅西瑞爾之子。